# Episodi di Everglades
La prima e unica stagione della serie televisiva Everglades è andata in onda negli Stati Uniti dal 9 ottobre 1961 al 26 giugno 1962 in syndication.
| nº | Titolo originale        | Prima TV USA     |
| -- | ----------------------- | ---------------- |
| 1  | Escaped Convict         | 9 ottobre 1961   |
| 2  | Heat in Town            | 16 ottobre 1961  |
| 3  | Greed of the Glades     | 23 ottobre 1961  |
| 4  | Primer for Pioneers     | 30 ottobre 1961  |
| 5  | Angry Town              | 6 novembre 1961  |
| 6  | The Photographer        | 13 novembre 1961 |
| 7  | The Clay Island Murder  | 20 novembre 1961 |
| 8  | Lie Detector            | 27 novembre 1961 |
| 9  | Flight at Boca Chico    | 4 dicembre 1961  |
| 10 | The Experts             | 11 dicembre 1961 |
| 11 | Good Boy                | 18 dicembre 1961 |
| 12 | The Long Walk           | 26 dicembre 1961 |
| 13 | The Brand               | 1º gennaio 1962  |
| 14 | Young Osceola           | 8 gennaio 1962   |
| 15 | Force Ten               | 15 gennaio 1962  |
| 16 | The Running Target      | 22 gennaio 1962  |
| 17 | The Hostage             | 29 gennaio 1962  |
| 18 | Black Honeymoon         | 5 febbraio 1962  |
| 19 | Edge of Panic           | 12 febbraio 1962 |
| 20 | Emergency Treatment     | 19 febbraio 1962 |
| 21 | Final Hours             | 26 febbraio 1962 |
| 22 | River of No Return      | 5 marzo 1962     |
| 23 | Friday's Children       | 12 marzo 1962    |
| 24 | Rowboat Teacher         | 19 marzo 1962    |
| 25 | Curtains for Kocomo     | 27 marzo 1962    |
| 26 | Fatal Information       | 3 aprile 1962    |
| 27 | Killer in Calico        | 10 aprile 1962   |
| 28 | Keene's Choice          | 17 aprile 1962   |
| 29 | The Perfect Crime       | 24 aprile 1962   |
| 30 | Unwanted: Dead or Alive | 1º maggio 1962   |
| 31 | The Stranger            | 8 maggio 1962    |
| 32 | Hideout                 | 15 maggio 1962   |
| 33 | Price of Evil           | 22 maggio 1962   |
| 34 | A Day's Occupation      | 29 maggio 1962   |
| 35 | The Rookie              | 5 giugno 1962    |
| 36 | The Four-Day Weekend    | 12 giugno 1962   |
| 37 | Appointment with Death  | 19 giugno 1962   |
| 38 | The Expedition          | 26 giugno 1962   |

## Escaped Convict
- Prima televisiva: 9 ottobre 1961
- Diretto da: Jack Herzberg
- Scritto da: Stuart Jerome

### Trama
- Guest star: John Doucette (Reuben Sales), Barbara Collentine (Willa Mae)

## Heat in Town
- Prima televisiva: 16 ottobre 1961
- Diretto da: John Florea
- Scritto da: Richard Adams

### Trama
- Guest star: Paul Carr (Emory Hallroyd), Victor Buono (Wikkament), Ann Atmar (Louverne), Steve Brodie (Benson)

## Greed of the Glades
- Prima televisiva: 23 ottobre 1961
- Diretto da: Jack Herzberg
- Scritto da: George Callahan

### Trama
- Guest star: Brad Trumbull (Jake Carper), Jan Shepard (Millie Johnson), Burt Reynolds (Lew Johnson)

## Primer for Pioneers
- Prima televisiva: 30 ottobre 1961
- Diretto da: Andrew V. McLaglen
- Scritto da: Budd Schulberg

### Trama
- Guest star: Jena Engstrom, Nancy Rennick, Naomi Stevens (Josie), R.G. Armstrong (Luther)

## Angry Town
- Prima televisiva: 6 novembre 1961
- Diretto da: Jack Herzberg
- Scritto da: Stuart Jerome

### Trama
- Guest star: Jack DeLeon, Ron von Klaussen, Robert Knapp (Hallem), Penny Edwards, Frank Gerstle, Bonnie Hayworth

## The Photographer
- Prima televisiva: 13 novembre 1961
- Diretto da: Jack Herzberg
- Scritto da: Vernon E. Clark

### Trama
- Guest star: Robert Sites (Sites), Frank Ferguson (Charlie Moore), Douglas Dick (Fred Reynolds)

## The Clay Island Murder
- Prima televisiva: 20 novembre 1961
- Diretto da: John Florea
- Scritto da: Stephen Kandel

### Trama
- Guest star: Steve Brodie (Benson), Maureen Cassidy, Percy Helton, Hardie Albright (Jesse), Johnny Seven (Bobby Joe Clay), Anthony Jochim (Matthew Clay), Lynn Bari (Sarah Clay)

## Lie Detector
- Prima televisiva: 27 novembre 1961
- Diretto da: John Florea
- Scritto da: Arthur Weiss

### Trama
- Guest star: Tyler McVey, Louise Lorimer, Mary Webster

## Flight at Boca Chico
- Prima televisiva: 4 dicembre 1961
- Diretto da: Jack Herzberg
- Scritto da: Teddi Sherman

### Trama
- Guest star: Joe Sawyer (Collins), Dawn Wells (Piney), Cyril Delevanti (Burrows), Robert Bice (Danning)

## The Experts
- Prima televisiva: 11 dicembre 1961
- Diretto da: John Florea
- Scritto da: Richard Donovan, William Read Woodfield

### Trama
- Guest star: Norman Alden, Norman duPont

## Good Boy
- Prima televisiva: 18 dicembre 1961
- Diretto da: John Florea
- Scritto da: Stanley H. Silverman

### Trama
- Guest star: Chris Robinson (Ralph Martin), Douglas Kennedy (Dan Martin), Patty Glander (Nancy)

## The Long Walk
- Prima televisiva: 26 dicembre 1961
- Diretto da: Jack Herzberg
- Scritto da: Stuart Jerome

### Trama
- Guest star: Sally Nestor, Burton Parker, Bart Carlin, Nal Jones, Sean Gallimore (Ginny), Ron Walsh (Joe), Robert J. Stevenson (Newt)

## The Brand
- Prima televisiva: 1º gennaio 1962
- Diretto da: Jack Herzberg
- Scritto da: E. M. Parsons

### Trama
- Guest star: Keith Richards (J. W. Snead), Tomi Thurston (Samantha), Hugh Sanders

## Young Osceola
- Prima televisiva: 8 gennaio 1962

### Trama
- Guest star: Chris Robinson (Coley Jarret), Robert J. Stevenson (Kelso), Lili Kardell (Mary), Bart Carlin (Carroll)

## Force Ten
- Prima televisiva: 15 gennaio 1962

### Trama
- Guest star: Jody Fair (Diana), Stephen Roberts (Martin), Paul Lambert (Yates)

## The Running Target
- Prima televisiva: 22 gennaio 1962
- Diretto da: John Florea
- Scritto da: Stephen Kandel

### Trama
- Guest star: Esther Hersh, Paul Naylor, Ralph Marino, Lili Kardell (Kate), Robert Phillips (Bannister), Douglas Kennedy (Lupo), Steve Brodie (Benson)

## The Hostage
- Prima televisiva: 29 gennaio 1962
- Diretto da: John Florea
- Scritto da: Stephen Kandel

### Trama
- Guest star: Charles G. Martin, Rory Mallinson, Bill Lindyn (Rand), Ken Drake (Alexander), Frances Helm (Susanna), Lonny Chapman (Benjamin)

## Black Honeymoon
- Prima televisiva: 5 febbraio 1962
- Diretto da: Jack Herzberg
- Scritto da: George Fass

### Trama
- Guest star: Mala Powers (Shirley Fairburn), Jack Cassidy (Ron Fairburn), Charles G. Martin (Hunnicutt)

## Edge of Panic
- Prima televisiva: 12 febbraio 1962
- Diretto da: Jack Herzberg
- Scritto da: Frank Grenville

### Trama
- Guest star:

## Emergency Treatment
- Prima televisiva: 19 febbraio 1962
- Diretto da: Jack Herzberg
- Scritto da: George Callahan

### Trama
- Guest star: Jack DeLeon (Cutter), Jeanne Tesloff (Ann)

## Final Hours
- Prima televisiva: 26 febbraio 1962
- Diretto da: Franklin Adreon
- Scritto da: Vernon E. Clark

### Trama
- Guest star: Victor Gerber (Sam), Marcy Lazar (Susan), Barbara Wilkin (Ellen)

## River of No Return
- Prima televisiva: 5 marzo 1962
- Diretto da: Jack Herzberg
- Scritto da: Charles Smith

### Trama
- Guest star: Dirk Kooiman (Boleck), Michael Ebert (Harry Miller), Nancy Wichler (Marge Miller), Elisa Loti (Onida)

## Friday's Children
- Prima televisiva: 12 marzo 1962
- Diretto da: Franklin Adreon
- Scritto da: William Read Woodfield

### Trama
- Guest star: Barbara Wilkins (Liz), Burt Reynolds (Trask), Victor Gerber (Adams), Lawrence Duemmling (Timmy)

## Rowboat Teacher
- Prima televisiva: 19 marzo 1962
- Diretto da: Jack Herzberg
- Scritto da: Frank Grenville

### Trama
- Guest star: Mala Powers (Melanie Hawkins), Pat Henning (Bass)

## Curtains for Kocomo
- Prima televisiva: 27 marzo 1962
- Diretto da: Franklin Adreon
- Scritto da: E. M. Parsons

### Trama
- Guest star: Cora Sue Landers (Yanka), Luke Halpin (Cappy), Morgan Sterne (Royal)

## Fatal Information
- Prima televisiva: 3 aprile 1962
- Diretto da: John Florea
- Scritto da: Richard Donovan

### Trama
- Guest star: Ken Drake (Newcomb), Lonny Chapman (Faust), Frances Helm (Dorothea Swan)

## Killer in Calico
- Prima televisiva: 10 aprile 1962
- Diretto da: Jack Herzberg
- Scritto da: Stuart Jerome

### Trama
- Guest star:

## Keene's Choice
- Prima televisiva: 17 aprile 1962
- Diretto da: Jack Herzberg
- Scritto da: Teddi Sherman

### Trama
- Guest star:

## The Perfect Crime
- Prima televisiva: 24 aprile 1962
- Diretto da: John Florea
- Scritto da: Stanley H. Silverman

### Trama
- Guest star:

## Unwanted: Dead or Alive
- Prima televisiva: 1º maggio 1962
- Diretto da: John Florea
- Scritto da: Richard Adams

### Trama
- Guest star: Ray Teal (Alvin Greaves), Martha Greenhouse (Mitzi), Roger C. Carmel (Ford)

## The Stranger
- Prima televisiva: 8 maggio 1962
- Diretto da: Franklin Adreon
- Scritto da: John Wilson, Austin Richards

### Trama
- Guest star: Morgan Sterne (Gibbs), Harry Davis (Crocker)

## Hideout
- Prima televisiva: 15 maggio 1962
- Diretto da: Jack Herzberg
- Scritto da: Stuart Jerome

### Trama
- Guest star: Val Avery (Harry Conlin), William Post, Jr. (Dan Erickson), Paula Wayne (Martha)

## Price of Evil
- Prima televisiva: 22 maggio 1962
- Diretto da: John Florea
- Scritto da: E. M. Parsons

### Trama
- Guest star:

## A Day's Occupation
- Prima televisiva: 29 maggio 1962
- Diretto da: Jack Herzberg
- Scritto da: Stuart Jerome

### Trama
- Guest star: Dan Chandler (Pete Hammond)

## The Rookie
- Prima televisiva: 5 giugno 1962
- Diretto da: John Florea
- Scritto da: Richard Donovan

### Trama
- Guest star: Nancy Wichlei (Martha), Roger Torrey

## The Four-Day Weekend
- Prima televisiva: 12 giugno 1962
- Diretto da: John Florea
- Scritto da: Richard Donovan

### Trama
- Guest star: Carol Ohmart (Cora Johnson), Dan Chandler (Pete Hammond)

## Appointment with Death
- Prima televisiva: 19 giugno 1962
- Diretto da: Jack Herzberg
- Scritto da: Teddi Sherman

### Trama
- Guest star: Monica May (Amanda Cutler), Jay Barney (Amory), Howard Osceola (Caloosa), Bill Osceola (Sundance)

## The Expedition
- Prima televisiva: 26 giugno 1962
- Diretto da: Jack Herzberg
- Scritto da: Kathy Blatz

### Trama
- Guest star: Frank Schuller (Glenn Ravel), Robert Hathaway (Martin)